# 吳雁霞
吳雁霞（1930年—2001年），滿族，祖父本姓滿族的烏佳哈拉氏，中國武術教師，擅長吳氏太極拳。
她是吳公儀的女兒，吳氏太極拳宗師吳鑑泉的孫女。她與丈夫郭少炯共同主持香港駱克道的吳氏太極拳香港分社。